# Helder Fortes
Pour les articles homonymes, voir Fortes.
Helder Fortes, né en 1987, est un nageur angolais. 

## Carrière
Helder Fortes est médaillé de bronze du 4 x 100 mètres quatre nages aux Championnats d'Afrique de natation 2008 à Johannesbourg.